# Groblersdal
Groblersdal este un oraș din Africa de Sud.